# Shiva Thapa
Shiva Thapa (* 8. Dezember 1993 in Guwahati) ist ein indischer Amateurboxer im Bantamgewicht. Er gehört zu den erfolgreichsten asiatischen Boxern und war Olympiateilnehmer 2012 und 2016.

## Karriere
Shiva Thapa ist das jüngste von sechs Geschwistern und begann im Alter von sieben Jahren mit dem Boxen. Er wurde 2008 und 2009 indischer Juniorenmeister, gewann die Goldmedaille beim Haider Alijew International Boxing Cup 2008 in Aserbaidschan, eine Bronzemedaille bei den Children of Asia Games 2008 in Russland und eine Bronzemedaille bei den Junioren-Weltmeisterschaften 2009 in Armenien.
Bei den Jugend-Weltmeisterschaften 2010 in Aserbaidschan gewann er die Silbermedaille. Durch Siege gegen die Starter aus England, Schweden, Russland und Rumänien war er ins Finale eingezogen, wo er dem späteren Olympiasieger Robeisy Ramírez unterlag. Anschließend nahm er noch an den Olympischen Jugend-Sommerspielen 2010 in Singapur teil und gewann erneut die Silbermedaille, nachdem er wieder im Finale gegen Robeisy Ramírez ausschied.
2011 gewann er die indischen Meisterschaften in der Elite-Klasse (Erwachsene) und konnte auch die Goldmedaille beim Beogradski Pobednik Tournament in Serbien erringen. Er besiegte dabei den Schotten Joe Ham, den Ungar Krisztian Nagy und im Finale den Weltmeister und Nummer 2 der Weltrangliste, Detelin Dalakliew aus Bulgarien.
Beim tschechischen Ústí-nad-Labem-Turnier unterlag er erst im Finale gegen Vittorio Parrinello und gewann somit Silber. Dafür gewann er die asiatische Olympiaqualifikation 2012 in Kasachstan. Er schlug dabei Mohamed Nooristani aus Afghanistan, Worapoj Petchkoom aus Thailand, Satoshi Shimizu aus Japan und Wessam Salamana aus Syrien. Er qualifizierte sich somit als bis dahin jüngster indischer Boxer für Olympische Spiele, schied jedoch bei den Sommerspielen 2012 in London noch in der Vorrunde gegen den Mexikaner Óscar Valdez aus.
2013 gewann er die Asienmeisterschaften in Jordanien und besiegte dabei auch Qairat Jeralijew, Militärweltmeister von 2014. Bei den Weltmeisterschaften 2013 in Kasachstan kam er nach einem Freilos und Siegen gegen Mario Fernandez von den Philippinen und Alberto Melián aus Argentinien ins Viertelfinale, unterlag dort gegen den späteren Weltmeister Cavid Çələbiyev aus Aserbaidschan und schied damit auf Platz 5 aus. Nach einer Niederlage im Achtelfinale bei den Commonwealth Games 2014 gegen Michael Conlan aus Irland, Bronzemedaillengewinner der Olympischen Spiele 2012, erreichte er einen 5. Platz bei den Asienspielen 2014 in Südkorea.
Im Mai 2015 gewann er ein internationales Turnier in Doha. Bei den Asienmeisterschaften 2015 in Thailand gewann er eine Bronzemedaille. Eine weitere Bronzemedaille gewann er bei den Weltmeisterschaften 2015 in Doha. Er schlug in der Vorrunde den Algerier Khalil Litim, im Achtelfinale den Marokkaner Mohamed Hamout und im Viertelfinale Hakan Erseker aus Katar. Im Halbfinalkampf unterlag er knapp dem Usbeken Murodjon Ahmadaliyev.
Im Februar 2016 gewann er die Südasienspiele in Shillong. Er nahm anschließend an der asiatischen Olympiaqualifikation in China teil und erreichte den zweiten Platz, nachdem er erst im Finale gegen Chatchai Butdee ausgeschieden war. Zuvor hatte er die Starter aus Südkorea und Japan sowie den Kasachen Qairat Jeralijew besiegt. Bei den Olympischen Spielen 2016 in Rio de Janeiro schied er gegen Robeisy Ramírez aus.
Bei den Asienmeisterschaften 2017 in Taschkent gewann er die Silbermedaille, nachdem er im Finale gegen Elnur Abduraimov ausgeschieden war. Im Halbfinale hatte er Dordschnjambuugiin Otgondalai besiegt. Er startete daraufhin bei den Weltmeisterschaften 2017 in Hamburg, wo er kampflos im Achtelfinale ausstieg.
Bei den Asienmeisterschaften 2019 in Bangkok gewann er Bronze und bei den Asienmeisterschaften 2021 in Doha Silber. Bei den Weltmeisterschaften 2021 in Belgrad schied er im Viertelfinale gegen Kerem Özmen und bei den Weltmeisterschaften 2023 in Taschkent im Achtelfinale gegen Dos Reis Yuri aus.